# Francesco Portinaro
Francesco Portinaro (auch Portenari und Portenarius, * um 1520 in Padua; † Ende 1578 ebenda (unsicher)) war ein italienischer Komponist und Humanist der Renaissance, der sowohl in Norditalien als auch in Rom tätig war. Er war eng mit der Familie Este aus Ferrara verbunden, arbeitete für mehrere humanistische Renaissance-Akademien und war als Komponist von Madrigalen und Dialogen bekannt.

## Leben und Werk
Francesco Portinaro war von 1557 bis 1560 Musiklehrer an der Acacademia degli Elevati in Padua. Er kam 1565 in den Dienst des Kardinals Ippolito d’Este in Ferrara, später zu dessen Neffen Luigi d’Este in Tivoli. Von 1564 bis 1568 wirkte er in Rom. Ab 1573 war er bei der in Padua gegründeten Accademia di Rinascenti tätig. Von 1576 bis 1578 war er Kapellmeister am Dom in Padua.
Portinaro schrieb sowohl geistliche als auch weltliche Vokalmusik. Er hinterließ auch einige Lautentabulaturen, seine einzige bekannte Instrumentalmusik. Seine weltliche Vokalmusik bestand vorwiegend aus Madrigalen und dramatischen Dialogen. Diese Werke repräsentieren den bekanntesten Teil seines Musikschaffens.

## Werke von Francesco Portinaro
- Primi frutti de Motetti a 5 v. Libro I. 1548.
- Il 1º libro de Madrigali a 5 v. 1550.
- Il 2º libro de Madrigali a 5 v. 1554.
- Il 3º libro de Madrigali a 5 & 6 v. 1557.
- Il 4º libro de Madrigali a 5 con dui madrigali a 6, dui dialoghi a 7 & dui a 8 v. 1560.
- Il 1º libro de Madrigali für 4–6 St. 1563.
- Le vergini ... a 6 v. con alcuni madrigali a 5 et a 6 v. et duoi dialoghi a 7 v. 1568.
- Il 2º libro de Motetti für 6–8 St. 1568.
- Il 3º libro de Motetti für 5–8 St. 1572.

Weitere Werke von Francesco Portinaro sind in Sammeldrucken aus dem Zeitraum von 1551 bis 1597 erhalten, eine sechsstimmige Missa Surge Petro ist handschriftlich in der Bayerischen Staatsbibliothek München (Ms 16) erhalten.